# ديف بيرسون
ديف بيرسون (بالإنجليزية: Dave Pearson)‏ (9 نوفمبر 1932 في المملكة المتحدة - ) هو لاعب كرة قدم بريطاني في مركز الهجوم. لعب مع أولدهام أثلتيك وإيبسويتش تاون وبلاكبيرن روفرز ونادي روتشديل ونادي كرو ألكساندرا وDarwen F.C. (1870) ‏ ونادي تشورلي.